# Koldinghus
Koldinghus er et kongeslot i Kolding, som blev grundlagt midt i 1200-tallet. Det brændte i 1808 og stod længe som en ruin, inden en langvarig restaurering blev igangsat. Både slottet, selve restaureringen og museet på Koldinghus er i dag seværdigheder.
Fra voldanlægget omkring slottet er der udsigt over byen og Slotssøen. Tårnet er 75 meter højt fra udsigtsplatformen ned til Slotssøen.[kilde mangler]
Koldinghus administreres siden 1. januar 2021 af Kongernes Samling. Museet har udstillinger om slottets historie, restaureringen, Flora Danica-stellet samt skiftende særudstillinger. 
I anledningen af Koldinghus 750-års jubilæum, besøgte Hendes Majestæt Dronning Margrethe, Hendes Kongelige Højhed Prinsesse Benedikte og Hendes Majestæt Anne-Marie den 5. maj 2018 slottet og åbningen af udstillingen "Magtens smykker".

## Historie
Koldinghus i Kolding blev grundlagt midt i af 1200-tallet og opbygget gennem århundreder, hvor slottet havde mange forskellige funktioner som fæstning, kongeligt residensslot, ruin, museum og ramme om talrige forhandlinger.
Det første Koldinghus stod færdigt i 1268. Det var opført af Erik Klipping. På grund af borgens beliggenhed i grænsebyen Kolding, var det en vigtig borg i middelalderen, særligt til forsvar af landets grænse. Historikeren og statsmanden Arild Huitfeldt mente derimod, at det var kong Abel, der havde opført borgen som værn imod den danske adel ca. 20 år før Erik Klipping. Denne teori kan ikke understøttes af noget kildemateriale.
Slottets ældste navn var Arensborg eller Ørneborg, senere hed det Middelborg, og fra 1451 kendes navnet Koldinghus.
Klippings søn Erik Menved fortsatte arbejdet med slottet, og efter han havde nedkæmpet et bondeoprør i 1312, pålagde han bønderne at befæste Kolding ved at flytte til byen. I 1320 tvang adelen kong Christoffer 2. til at underskrive en håndfæstning, i følge hvilken størstedelen af de jyske kongeborge skulle nedbrydes, men Koldinghus blev bevaret, da den var uundværlige for rigets værn mod syd.
Omkring 1550 blev den middelalderlige voldgrav rundt om slottet opfyldt. Under Christian 3. og Frederik 2. opførtes bl.a. den sydlige fløj af slottet, og slotte blev gennemgribende renoveret. Efter reformationen opførte Christian 3. det første protestantiske fyrstekapel i Danmark på Koldinghus. Kapellet blev beskadiget ved en brand i 1581 og erstattedes af slotskirken i Kæmpetårnet nogle år senere. Christian 3. døde på slottet nytårsdag 1559, og enkedronning Dorothea fik slottet som bolig. Efter hendes død i 1571 kom renæssanceslottet tilbage til kronen. Koldinghus fik sin karakteristiske profil omkring 1600, da Christian 4. forhøjede vestfløjen med en etage og opførte det såkaldte Kæmpetårn, der hed sådan på grund af de fire statuer af helte dvs. "kæmper" på tårnet: Hannibal, Scipio, Herkules og Hector fra antikken. I dag er kun statuen af Herkules tilbage.
Under den voldsomme pestepidemi i København i 1711-12, der kostede omkring ⅓ af byens indbyggere livet, opholdt kong Frederik 4. og hoffet sig på Koldinghus. Frederik 4. indledte en ombygning af Koldinghus så slottet svarede til barokkens krav til arkitektur: Riddersalen forsvandt, etagerne blev udjævnet og slottet fik nye vinduer. Frederik 4. traf i 1711 Anna Sophie Reventlow til et maskebal på Koldinghus. Kongen giftede sig med Anna Sophie, dagen efter dronning Louises bisættelse i 1721.

### Branden
Under Napoleonskrigene var Danmark allieret med Frankrig og Spanien, både pga. det britiske angreb på København i 1801 og beslaglæggelse af den danske flåde i 1807. Men det var også i håb om at vinde de skånske provinser (Skåne, Halland og Blekinge) tilbage med fransk hjælp. En del af den spanske hær opholdt sig derfor på Koldingshus.
Natten mellem den 29. og 30. marts 1808 udbrød der brand på Koldinghus, da de spanske lejetropper fyrede for hårdt i kaminerne. Til trods for, at der var brandposter, nåede de ikke at opdage branden, før ilden havde bredt sig. De søgte derefter at redde mennesker frem for at redde slottet.
Branden ødelagde så store dele af slottet, at man fuldstændig opgav at genopbygge det. Det skyldtes også, at alliancen med franskmændene kom til at koste dyrt. Slottet henlå derfor længe som en ruin.

### Restaureringen
Omkring 1830 besøgte eventyrdigteren H. C. Andersen slotsruinen og udtalte sig for fredning af ruinen, som længe havde været stenbrud for Koldings borgere. I 1863 opstod de første tanker om genopbygning, men først i 1890'erne kom der for alvor gang i genopbygningstankerne. Dette førte til at nogle rum i nordfløjen blev sat i stand som noget af det første, og efter få år var hele nordfløjen restaureret.
Under første verdenskrig blev vestfløjen så løbende genopbygget.
I 1920'erne var der forslag om at indrette et landsarkiv på slottet i de ruiner som manglede at blive genopbygget, men i 1931 blev det besluttet at bygge det i Åbenrå.
I løbet af 1930'erne begyndte genopbygningen af det høje tårn (Kæmpetårnet) men på grund af anden verdenskrig blev de fortsatte tanker om at genopbygge hele slottet henkastet. Først i starten af 1970'erne blev der virkelig skubbet til genopbygningsplanerne igen, da Inger og Johannes Exner ledte restaureringsarbejdet i ca. 20 år, frem mod 1993, hvor Koldinghus stod færdig i sin 'bevaringsværdige' tilstand.
Samme år blev restaureringen tildelt Europa Nostra-prisen.
Slottet holdes fortsat ved lige og restaureres løbende. Senest har man bl.a. udført restaurering på ydersiden af Kæmpetårnet i sommeren 2020.

## Staldgården
Staldgården, som ligger ved Koldinghus, har været anvendt til heste tilhørende konge og embedsmænd på Koldinghus.
Staldgården stammer som Koldinghus fra slutningen af 1200-tallet, men bygningernes nuværende udseende er fra slutningen af 1600-tallet. I 1718 indrettede Frederik 4. Staldgården til brug for rytteriet, og i mere end 100 år var den hjemsted for først Koldinghus Rytterdistrikt, senere Det holstenske Lansenerregiment.
Staldgården undgik branden på Koldinghus i 1808 og blev brugt til opmagasinering af militært materiel under Englandskrigene 1808-1814. Senere blev bygningerne anvendt af byens købmænd til opmagasinering. I 1907 blev Staldgården igen overtaget af militæret, og der blev indrettet et remontedepot (dvs. tilridning af heste til hæren).
Fra 1942 til 1945 lå Gestapos syd- og sønderjyske hovedkvarter her. I den ene af Gestapos celler, hvor de danske modstandsfolk sad indespærret, kan man se fangernes navnetræk og inskriptioner indridset på væggene.

## Ejere af Koldinghus
- (1268-1849) Kronen
- (1849-) Den Danske Stat

## Billedgalleri
- Koldinghus
- Tårnet
- Koldinghus med hovedindgangen til højre
- Fra slotsgården
- Aftensol over Koldinghus
- Udsigt over slotssøen
- Herkules-kæmpen i 1890'erne
- Set fra nordvest i 1866
- Koldinghus efter restaurering
- Udsigt fra Koldinghus over fjorden, august 2014
- Koldinghus slotsruin som den så ud i 1860'erne, miniatureudgave i Kolding Miniby